# عوفي (نو أباد)
عوفي (بالفارسية: عوفی) هي منطقة سكنية تقع في إيران في قسم نو أباد الريفي. يقدر عدد سكانها بـ 13 نسمة .